# Present Arms in Dub
A Present Arms in Dub, a UB40 brit együttes harmadik albuma, amelyet 1981-ben adtak ki.

## Számok
1. "Present Arms in Dub"
2. "Smoke It" ("Dr X")
3. "B-line" ("Lamb's Bread")
4. "Kings Row" ("Sardonicus")
5. "Return of Dr X" ("Don't Walk on the Grass")
6. "Walk Out" ("Wildcat")
7. "One in Ten"
8. "Neon Haze" ("Silent Witness")